# 日本海大海戰
《日本海大海戰》是1969年日本上映的戰爭電影，敘述日俄戰爭，日本聯合艦隊和俄國波羅的海艦隊的海上激烈對戰，但在第二年特技導演圓谷英二便因狹心症而去世，此部電影便是他的最後的作品。

## 劇情概要
中國義和團起義和列強發生衝突，於是由英國、法國、美國、德國、義大利、奧地利和日本等國撤出中國。唯獨俄羅斯仍佔據滿洲，日本對俄羅斯提出強烈抗議，而遲遲沒做出回應。1904年，日俄談判失敗，日俄斷交，這時山本權兵衛提出發動戰爭，日俄戰爭就此爆發！經歷一番浴血作戰，日本終於獲得全面性的勝利。

## 演員
- 東鄉平八郎：三船敏郎
- 廣瀨武夫：加山雄三
- 明石元二郎：仲代達矢
- 前山一等兵：黑澤年男（日语：黒沢年雄）
- 明治天皇：松本幸四郎（日语：松本白鸚 (初代)）
- 東鄉てつ：草笛光子
- 松井陸軍大尉：久保明（日语：久保明）
- 安保清種砲術長：佐藤允（日语：佐藤允）
- 上村彥之丞海軍中將：藤田進
- 津野田是重（日语：津野田是重）參謀：平田昭彥
- 秋山真之參謀：土屋嘉男
- 信濃丸副長：佐原健二
- 橋口島司：田崎潤
- 九鬼隆一（日语：九鬼隆一）顧問官：佐佐木孝丸（日语：佐々木孝丸）
- 乃木希典：笠智衆
- 伊藤博文：柳永二郎（日语：柳永二郎）
- 山本權兵衛：辰巳柳太郎（日语：辰巳柳太郎）
- 山本信次郎（日语：山本信次郎）海軍大尉：兒玉清
- 島村速雄少將：稻葉義男（日语：稲葉義男）
- 加藤友三郎大佐・参謀長：加藤武（日语：加藤武）
- 杉野孫七（日语：杉野孫七）兵曹：小鹿敦（日语：小鹿敦）
- 戶塚院長：清水將夫（日语：清水将夫）
- 約翰坎貝爾艦長：哈樂德·康韋
- 驅逐艦將校：奧斯曼·優素福
- 尼博格妥夫司令：彼得·威廉斯
- 羅澤德斯特凡斯基司令官：安德魯·休斯